# Mentières
Mentières ist eine französische Gemeinde mit 124 Einwohnern (Stand 1. Januar 2022) im Département Cantal in der Region Auvergne-Rhône-Alpes. Sie gehört zum Arrondissement Saint-Flour und zum Kanton Saint-Flour-1.
Nachbargemeinden sind Vieillespesse im Norden, Tiviers im Osten, Saint-Georges im Süden, Saint-Flour im Südwesten und Coren im Westen.

## Bevölkerungsentwicklung
| Jahr                       | 1962 | 1968 | 1975 | 1982 | 1990 | 1999 | 2008 | 2015 |
| -------------------------- | ---- | ---- | ---- | ---- | ---- | ---- | ---- | ---- |
| Einwohner                  | 172  | 176  | 143  | 136  | 120  | 112  | 129  | 122  |
| Quellen: Cassini und INSEE |      |      |      |      |      |      |      |      |

## Sehenswürdigkeiten
- Die romanische katholische Kirche Sainte-Madeleine, seit 1997 ein Monument historique

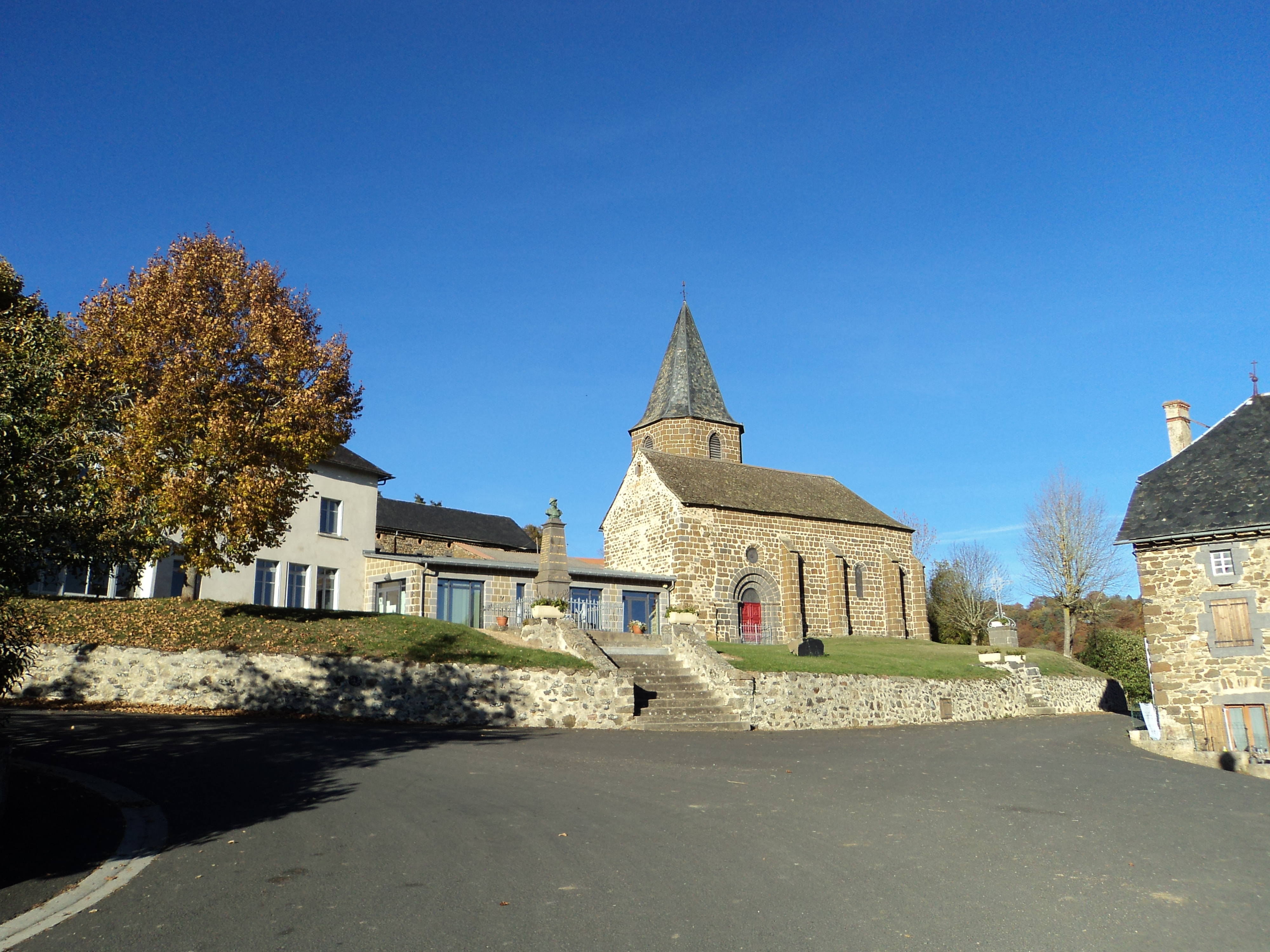
Kirche Sainte-Madeleine